# Substrat (linguistique)
Pour les articles homonymes, voir substrat.
En linguistique historique et en sociolinguistique, le terme « substrat » désigne la totalité des éléments de la langue d’un peuple autochtone, qui ont pénétré dans une autre langue, à la suite de l’adoption de celle-ci par le peuple en question,,,,. La langue adoptée peut ou non devenir une nouvelle langue.

## En linguistique historique
La notion de substrat est importante dans la formation d’une langue sur la base d’autres langues. D’habitude, les éléments de substrat ne sont pas nombreux mais ils s’intègrent parfaitement dans la structure de la langue nouvellement formée sur la base du substrat et de la langue adoptée, en contribuant à l’évolution de la nouvelle langue. L’influence du substrat se manifeste dans tous les domaines de la nouvelle langue, notamment dans son phonétisme et son lexique, surtout dans une première période, caractérisée par le bilinguisme, et dans une période immédiatement ultérieure. On peut expliquer par le substrat, lorsqu’il est connu, certaines particularités de la nouvelle langue, mais tous les phénomènes non expliqués et inexplicables ne doivent pas être nécessairement rapportés au substrat.
Dans l’histoire du français, les idiomes des Celtes parlés en Gaule avant la conquête de celle-ci par l’Empire romain ont constitué le substrat de la langue gallo-romaine. Des éléments de substrat celtiques se retrouvent dans plusieurs langues romanes mais non pas en roumain. On considère que celui-ci a un substrat géto-dace ou thraco-dace.
Des traits communs à des langues même non apparentées s’expliquent parfois par leur substrat. C’est le cas, par exemple, des langues indo-aryennes du Nord de l’Inde, qui ont presque totalement remplacé les langues dravidiennes qu’on y parlait, mais ont gardé des traits dravidiens.
Quant aux langues chinoises, celles du Nord ont plus de traits communs avec les langues altaïques que celles du Sud, qui en ont davantage avec les langues austronésiennes et les langues tai-kadai, parce que le chinois s’est répandu aussi bien vers le Nord que vers le Sud, à partir de la région du fleuve Jaune, en remplaçant des langues de ces familles qui se trouvaient dans son aire actuelle. Les influences de substrat du Nord sont, entre autres, des mots plus longs que dans le Sud et le rôle plus important de l’accent tonique, alors qu’au Sud il y a un plus grand nombre de tonèmes que dans le Nord, et leur caractère est plus complexe.
Les différences entre les dialectes de l’arabe s’expliquent entre autres par les influences de substrat des langues de l’aire où il s’est répandu : langues berbères au Maghreb, araméen en Syrie et en Irak, langues nubiennes au Soudan.

## En sociolinguistique
La notion de substrat est aussi utilisée au niveau synchronique, dans l’étude de l’état actuel des langues. C’est le cas, par exemple, de certaines d’entre elles, parlées en tant que langues secondes par des populations d’anciennes colonies. C'est ainsi que l’anglais parlé par les autochtones de l’Inde ou de l’Afrique de l’Ouest est influencé par les langues maternelles respectives de ces populations, ce qui donne naissance à différentes variétés de l’anglais, qui ne constituent tout de même pas des langues nouvelles. De telles variétés peuvent avoir le même substrat, mais être différentes par le degré d’interférence avec l’anglais. Ainsi, en ce qui concerne l’Inde, on parle d’Indian English, plus proche de l’anglais standard que le Hinglish (celui-ci plus fortement influencé par le substrat), et au sujet de Singapour, de Singapore English et de Singlish,.

## Sources bibliographiques
- (en) Bussmann, Hadumod (dir.), Dictionary of Language and Linguistics [« Dictionnaire de la langue et de la linguistique »], Londres – New York, Routledge, 1998  (ISBN 0-203-98005-0) (consulté le 5 juin 2018)
- (ro) Constantinescu-Dobridor, Gheorghe, Dicționar de termeni lingvistici [« Dictionnaire de termes linguistiques »], Bucarest, Teora, 1998; en ligne : Dexonline (DTL) (consulté le 5 juin 2018)
- (en) Crystal, David, A Dictionary of Linguistics and Phonetics [« Dictionnaire de linguistique et de phonétique »], 4e édition, Blackwell Publishing, 2008  (ISBN 978-1-4051-5296-9) (consulté le 17 avril 2023)
- Dubois, Jean et al., Dictionnaire de linguistique, Paris, Larousse-Bordas/VUEF, 2002 (consulté le 17 avril 2023)
- (en) Eifring, Halvor et Theil, Rolf, Linguistics for Students of Asian and African Languages [« Linguistique pour les étudiants en langues asiatiques et africaines »], Université d’Oslo, 2005 (consulté le 5 juin 2018)